# 锡贝瑟
锡贝瑟是德国下萨克森州的一个市镇。总面积17.74平方公里，总人口2619人，其中男性1282人，女性1337人（2011年12月31日），人口密度148人/平方公里。